# 239gy busz (Budapest)
A budapesti 239-es (gyors 239-es) jelzésű autóbusz a Kazinczy utca (Uránia) és Gazdagréti lakótelep között közlekedett. A járatot a Budapesti Közlekedési Zrt. üzemeltette.

## Története
A 239-es buszjárat ideiglenes viszonylatként indult 2006. június 10-én a 2-es metró felújításának idején az Astoria és a Gazdagréti lakótelep között gyorsjáratként. Ekkor még teljes üzemidőben, hétköznap és hétvégén is közlekedett, majd a metrópótlás végén, augusztus 19-én a járat megszűnt. A gazdagréti lakosok aláírásgyűjtése és a VEKE kezdeményezése miatt 2007. február 1-jén újraindították a korábbi útvonalán, de ekkor már csak munkanapokon csúcsidőszakban. Belvárosi végállomása az Urániához került át és néhány új megállót is kapott. A járat 2008. augusztus 19-én közlekedett utoljára, 21-én a 239-es jelzést kapta, de az Uránia és a Fehérló utca között gyorsjárati jellege megmaradt.

## Útvonala
| Gazdagréti lakótelep felé | Kazinczy utca (Uránia) felé |
| --- | --- |
| Kazinczy utca (Uránia) vá. – Rákóczi út – Kossuth Lajos utca – Ferenciek tere – Szabad sajtó út – Erzsébet híd – Hegyalja út – felüljáró – Budaörsi út – Gazdagréti út – Rétköz utca – Gazdagréti lakótelep vá. | Gazdagréti lakótelep vá. – Rétköz utca – Gazdagréti út – Lapu utca – – Budaörsi út – felüljáró – Hegyalja út – Erzsébet híd – Szabad sajtó út – Ferenciek tere – Kossuth Lajos utca – Rákóczi út – Kazinczy utca (Uránia) vá. |

## Megállóhelyei
| 239 (Astoria / Kazinczy utca (Uránia) – Gazdagréti lakótelep) | 239 (Astoria / Kazinczy utca (Uránia) – Gazdagréti lakótelep) | 239 (Astoria / Kazinczy utca (Uránia) – Gazdagréti lakótelep) | 239 (Astoria / Kazinczy utca (Uránia) – Gazdagréti lakótelep) | 239 (Astoria / Kazinczy utca (Uránia) – Gazdagréti lakótelep) | 239 (Astoria / Kazinczy utca (Uránia) – Gazdagréti lakótelep) | 239 (Astoria / Kazinczy utca (Uránia) – Gazdagréti lakótelep) | 239 (Astoria / Kazinczy utca (Uránia) – Gazdagréti lakótelep) |
| Perc (↓)                                                      | Perc (↓)                                                      | Megállóhely                                                   | Perc (↑)                                                      | Perc (↑)                                                      | Átszállási kapcsolatok                                        | Átszállási kapcsolatok                                        |                                                               |
| 2006                                                          | 2008                                                          | Megállóhely                                                   | 2006                                                          | 2008                                                          | a metrópótlás idején (2006)                                   | a járat megszűnésekor (2008)                                  |                                                               |
| ------------------------------------------------------------- | ------------------------------------------------------------- | ------------------------------------------------------------- | ------------------------------------------------------------- | ------------------------------------------------------------- | ------------------------------------------------------------- | ------------------------------------------------------------- | ------------------------------------------------------------- |
| ∫                                                             | 0                                                             | Kazinczy utca (Uránia) végállomás (2007–08)                   | ∫                                                             | 26                                                            | Nem érintette                                                 | 7, 73, 78, 233E 74                                            |                                                               |
| 0                                                             | 1                                                             | Astoria végállomás (2006)                                     | 21                                                            | 25                                                            | 7, 7A, 9, 22, 56, 78, M2, M2B, M2K 47, 49 74                  | 7, 9, 47-49V, 73, 78, 112, 149V, 233E, 249V 74                |                                                               |
| 2                                                             | 3                                                             | Ferenciek tere                                                | 19                                                            | 23                                                            | 5, 7, 7A, 7, 8, 78, 112, 173, M2                              | 5, 7, 7, 8, 15, 73, 78, 112, 173, 233E                        |                                                               |
| ∫                                                             | 9                                                             | Mészáros utca (↓) Avar utca (↑)                               | ∫                                                             | 18                                                            | Nem érintette                                                 | 8, 112                                                        |                                                               |
| 11                                                            | 14                                                            | Fehérló utca                                                  | 11                                                            | 13                                                            | 40, 139, 153                                                  | 40, 139, 153                                                  |                                                               |
| 13                                                            | 16                                                            | Dayka Gábor utca                                              | 9                                                             | 10                                                            | 40, 40E, 41, 53, 72, 87, 87A, 139, 153, 172, 140E, 250        | 40, 40E, 41, 53, 72, 87, 87A, 139, 153, 172, 187, 140E, 250   |                                                               |
| 14                                                            | 17                                                            | Sasadi út                                                     | 8                                                             | 9                                                             | 40, 40, 41, 41, 53, 72, 87, 87A, 139, 153, 250                | 40, 40, 41, 41, 53, 72, 87, 87A, 139, 153, 187, 250           |                                                               |
| ∫                                                             | 18                                                            | Nagyszeben út (↓) Nagyszeben út (↑)                           | ∫                                                             | 6                                                             | Nem érintette                                                 | 40, 87, 87A                                                   |                                                               |
| ∫                                                             | 19                                                            | Gazdagréti út                                                 | ∫                                                             | ∫                                                             | Nem érintette                                                 | 40, 87, 87A, 139                                              |                                                               |
| 17                                                            | 20                                                            | Nagyszeben tér                                                | 4                                                             | 4                                                             | 139                                                           | 139                                                           |                                                               |
| 18                                                            | 21                                                            | Regős köz                                                     | 3                                                             | 3                                                             | 139                                                           | 139                                                           |                                                               |
| 19                                                            | 22                                                            | Törökugrató utca                                              | 2                                                             | 2                                                             | 139                                                           | 139                                                           |                                                               |
| 20                                                            | 23                                                            | Torbágy utca                                                  | 2                                                             | 2                                                             | 139                                                           | 139                                                           |                                                               |
| 20                                                            | 24                                                            | Tűzkő utca                                                    | 1                                                             | 1                                                             | 139                                                           | 139                                                           |                                                               |
| 22                                                            | 26                                                            | Gazdagréti lakótelep végállomás (2006–08)                     | 0                                                             | 0                                                             | 8, 139, 153                                                   | 8, 139, 153                                                   |                                                               |